# ムシトリスミレ
ムシトリスミレ（虫取菫、学名：Pinguicula vulgaris）はタヌキモ科ムシトリスミレ属の食虫植物の一種。スミレに似た花をつける。

## 特徴
北海道から四国の主に亜高山帯から高山帯の湿り気のある岩場や草地に生える。アルカリ性を厭わず、しばしば石灰岩や蛇紋岩地帯にも生育する。
花は一見スミレに似ており距もあるが、花弁が合着しており、スミレとの類縁は遠い。根元に数枚の葉をひろげてロゼットをつくる。葉は長楕円形で長さ3 - 5cmで葉柄はない。葉の表面は天辺に球状の粘液を付けた細かい腺毛で覆われ、粘りつけられて動けなくなった虫を消化吸収する。
花期は6 - 8月。花茎は高さ5 - 15cm立ち上がるが次第に曲がって先端は下を向き、その先に横向きの花をつける。花は唇花型で、紫色、後方に細長い距を出す。花色は淡紫色から濃紫色までと差異が大きく、白花変種（シロバナムシトリスミレ）もある。

## 和名
小島烏水はその著書『アルピニストの手記』（昭和9年8月書物展望社刊）中の一章「ガウランドの事蹟」に、次のように記している。
「英國人サトウ（Ernest Mason Satow）も、たしか明治十二三年頃、甲州八ヶ岳へ登られて、ムシトリスミレを發見せられ、鑑定を伊藤圭介翁に乞ふたところ。翁は初め、ミヤマミミカキグサと命名、後にネバリバサウ（粘り葉草）と名づけられたのを、明治十七年、矢田部博士が、同植物を戸隱山に採集せられ、ムシトリスミレの名を命じて、この方が、今日一般の通名になったが、併しこの草は菫々菜科に屬してはゐないのだから、スミレといふ名は、ほんとうはどうかと思ふ。」
かつては北海道に産するやや大型のものをオオムシトリスミレと名付けて区別したことがある。また園芸家の鈴木吉五郎は本種のヨーロッパ由来の系統をその著書『食虫植物 : 採り方殖し方』（昭和32年加島書店刊）でセイヨウムシトリスミレと呼んでいる。

## シノニム
- Pinguicula vulgaris L. subsp. macroceras (Pall. ex Link) Calder et Taylor
- Pinguicula macroceras Pall. ex Link

## 分類
ムシトリスミレ属はオーストラリアと南極を除く各大陸に約80種が存在し、冷帯の草原や熱帯の高山等、様々な環境に生息する。中でもメキシコやヨーロッパに多い。日本にはムシトリスミレとは別に特産種のコウシンソウ (P. ramosa) がある。
日本在来のムシトリスミレは高山植物で自生地が保護されていることも多く、入手も栽培も難しい。比較的栽培しやすい海外種(P.moraensis、P.primuliflora等)や交配種は多く流通しているが、生息地の環境によって栽培方法は異なる。

## ギャラリー
いずれもヨーロッパ産の P. vulgaris である。

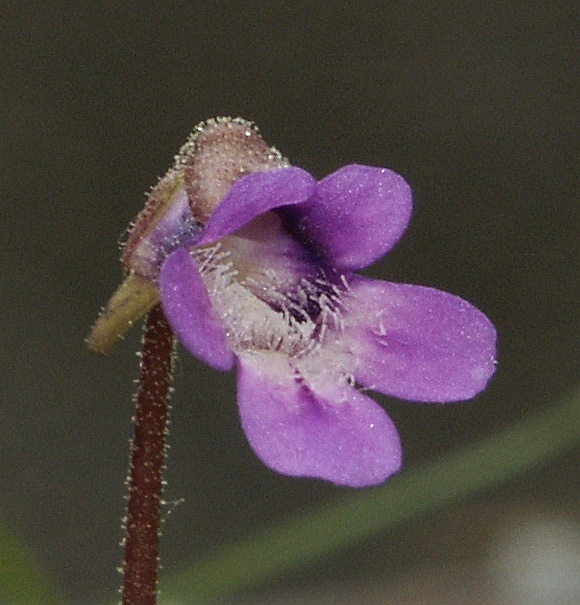
花
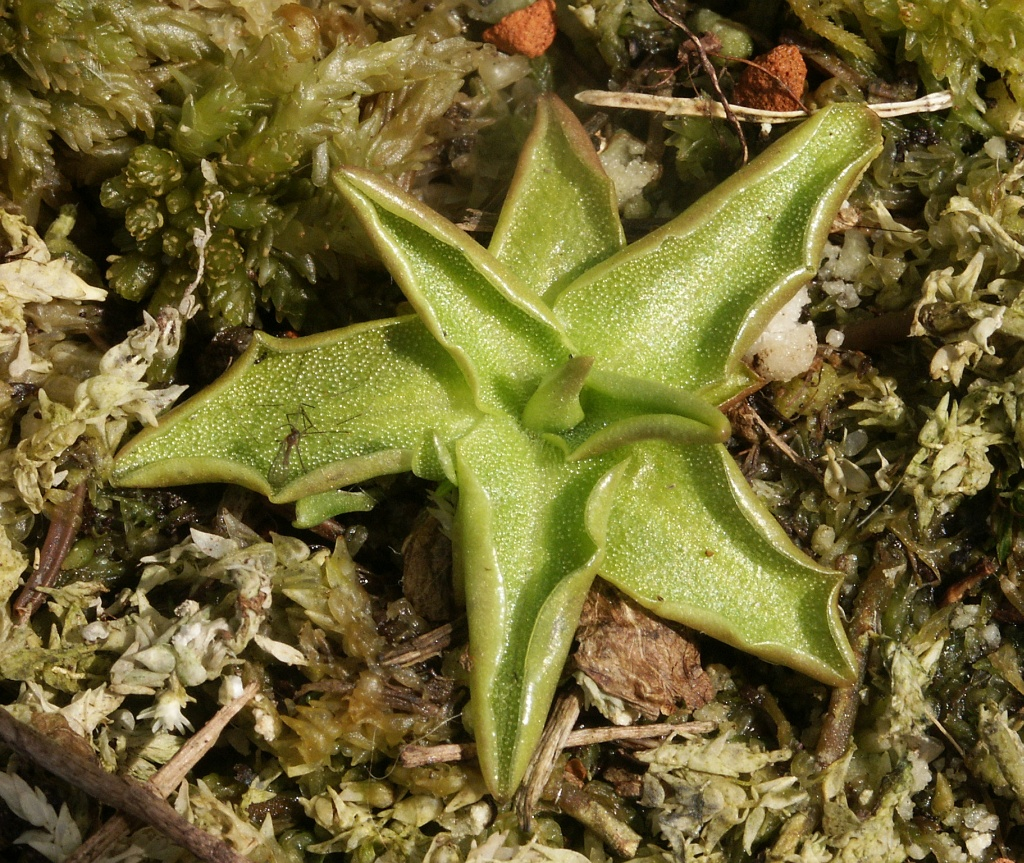
植物体
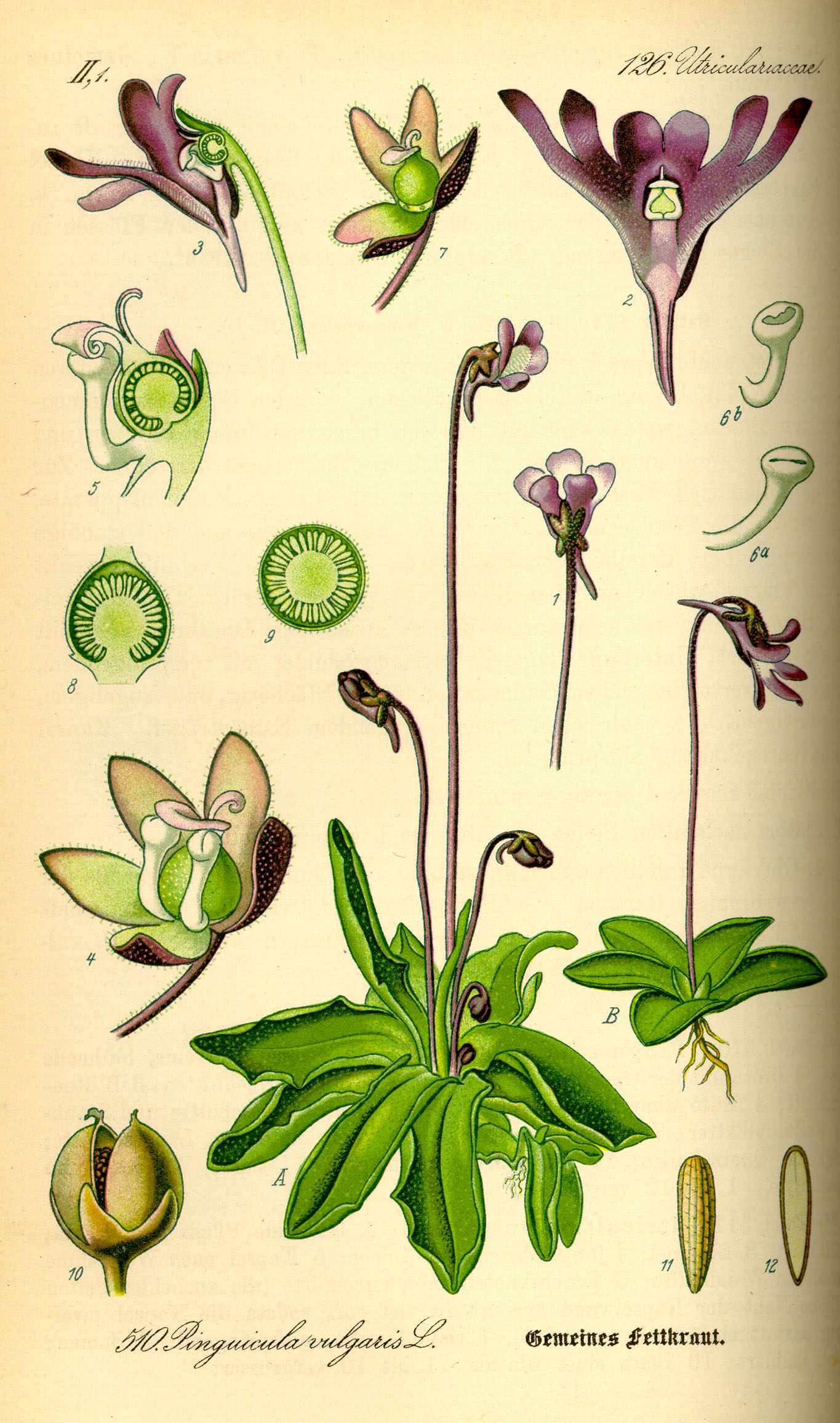
Otto Wilhelm Thomé "Flora von Deutschland, Österreich und der Schweiz", Gera (1885) の図版